# フィルム・カルチャー
『フィルム・カルチャー』（Film Culture）は、1954年、ジョナス・メカス（英: Jonas Mekas）とアドルファス・メカス（英: Adolfas Mekas）の兄弟によって創刊されたアメリカ合衆国の映画雑誌。実験映画に関する評論で知られ、映画史家ゴードン・ヒチンズは『フィルム・カルチャー』創刊の主たる目的として「作家主義の推進と保護」を挙げている。
代表的な映画評論家にアンドリュー・サリス（英: Andrew Sarris）、マニー・ファーバー（英: Manny Farber）、パーカー・タイラー（英: Parker Tyler）、ルドルフ・アルンハイム（英: Rudolf Arnheim）、スタン・ブラッケージ（英: Stan Brakhage）などがいる。
『フィルム・カルチャー』の記事はFilm Culture ReaderとしてCooper Square Press社より発刊される。